# Frescobaldi (software)
Frescobaldi è un programma per scrivere o modificare spartiti musicali, pubblicato come software libero con licenza GPL. L'applicazione è sviluppata in ambiente grafico KDE sotto Linux per fornire un'interfaccia utente di tipo grafico al programma di compilazione musicale LilyPond.
Il nome è stato dato in onore del musicista italiano Girolamo Frescobaldi.
In aprile 2009, Frescobaldi ha vinto l'HotPick award assegnato dalla rivista Linux Format.
Nel maggio 2009, TuxRadar lo ha elencato tra le "100 gemme open source".